# Milù
Milù (de son vrai nom Anke Hachfeld, née en mai 1973) est une chanteuse allemande connue pour son registre sur quatre octaves et un chant à base d'onomatopées dans une langue imaginaire.

## Biographie
Alors qu'elle est une enfant souvent malade, elle fait des compétitions d'athlétisme puis se tourne vers la musique à l'âge de 16 ans.
Avec son groupe Mila Mar, elle sort quatre albums et trois singles entre style gothique et musiques du monde entre 1998 et 2003.
En 2003, elle collabore avec Christopher von Deylen dans son groupe Schiller pour l'album Leben. Elle est aussi présente pour l'album suivant Tag und Nacht sur la chanson More qui obtient un disque d'or à sa sortie en single. Elle participe à la tournée avec Peter Heppner de Wolfsheim et Gary Wallis (le batteur en concert de Pink Floyd). Elle est aussi de la version anglaise de l'album Leben qui s'appelle life et chante Love.
Elle publie en 2004 une chanson Mein Kind sur Ich träum so leise von dir d'Else Lasker-Schüler Projekt, un projet musical qui s'inspire de la poétesse Else Lasker-Schüler, auquel participent aussi Katja Riemann, Suzie Kerstgens (de) (chanteuse du groupe Klee) et Mieze (chanteuse de MIA.).
En 2005, Milù sort son premier album solo No Future in Gold sur Drakkar Records qu'elle a écrit et produit avec son pianiste Dirk Riegner, qui évoque surtout l'incertitude et de la finitude de la vie. En décembre 2004, elle avait publié un single au thème pacifiste Aus gold avec Peter Heppner et Kim Sanders (de). Le single Erlöse est reversé à la Croix-Rouge allemande pour ses opérations auprès des orphelins en Afghanistan et se classe à la place 60 dans les charts.
Elle participe ensuite en tant qu'actrice et compositrice à la série de courts-métrages Fucking Different sur l'homosexualité féminine présentée à la Berlinale en 2005.
Son deuxième album solo Longing Speaks with Many Tongues sort le 25 janvier 2008 sur Premium Records. Il est beaucoup plus expérimental.
En concert, elle est en solo ou avec Mila Mar et a fait des duos avec Schiller, Wolfsheim, Mari Boine Persen, Youssou N'Dour. En 2007, lors de la tournée Leichenschmaus-Tour, elle se produit dans des théâtres et des églises.

## Discographie

### Albums
- 2005 : No Future in Gold
- 2008 : Longing speaks with many tongues

### Singles
- 2004 : Aus Gold (avec Kim Sanders & Peter Heppner)

### Mila Mar
- 1997 : Mila Mar
- 1998 : Nova
- 2000 : Elfensex
- 2003 : Picnic on the Moon

## Source, notes et références
- (de) Cet article est partiellement ou en totalité issu de l’article de Wikipédia en allemand intitulé « Milù » (voir la liste des auteurs).